# Lips Against the Steel
Lips Against the Steel è un album del 1988 di David Knopfler.

## Artista
- David Knopfler - Voce, tastiere, chitarra

## Musicisti
- Mark Smith - basso, tastiere, programmazione
- Pino Palladino - basso (7)
- Nathan East - basso (3)
- Martin Wild - piatti
- Pandit Dinesh - percussioni
- Mick Jackson - cori
- Forrest Thomas - cori
- P.P. Arnold - cori
- Katie Kissoon - cori
- Karen Young - cori
- Bob Roberts - chitarra
- Tim Cansfield - chitarra
- Andy Hamilton - sassofono
- Chris White - sassofono

### Tracce
1. Heat come Down - 3:56
2. What then must We do - 4:14
3. To feel that Way again - 5:37
4. Someone to believe in - 4:58
5. Sculptress - 5:52
6. Angie and Johnny - 5:38
7. Whispers of Gethsemane - 6:41
8. Broken Wing - 3:40